# Stäppkapuschongfly
Stäppkapuschongfly (Cucullia boryphora) är en fjärilsart som beskrevs av Fischer de Waldheim 1840. Stäppkapuschongfly ingår i släktet Cucullia och familjen nattflyn. Arten förekommer tillfälligt i Sverige, men reproducerar sig inte. Inga underarter finns listade i Catalogue of Life.